# ぼくが電話をかけている場所 (小説)
『ぼくが電話をかけている場所』（ぼくがでんわをかけているばしょ、原題：Where I'm Calling From）は、アメリカの小説家レイモンド・カーヴァーの短編小説。

## 概要
『ザ・ニューヨーカー』1982年3月15日号に掲載された。1983年9月15日刊行の短編小説集『大聖堂』（クノップフ社）に収録。
本作品は『ベスト・アメリカン・ショート・ストーリーズ 1983』（ホートン・ミフリン社）に選ばれている。また、1988年5月には本作品をタイトルにした精選作品集『Where I'm Calling From: New and Selected Stories』（アトランティック・マンスリー・プレス）が刊行されている。
日本語版は『海』1983年5月号が初出。翻訳は村上春樹。それから間もなくして、村上が作品のセレクトを行った短編集『ぼくが電話をかけている場所』（中央公論社、1983年7月25日）に表題作として収録される。カーヴァーの死後、中央公論社は個人全集の刊行を始めるが、本作品を収録した『大聖堂』は最初に配本された（1990年5月20日刊行）。12編の作品から成る『Carver's Dozen レイモンド・カーヴァー傑作選』（中央公論社、1994年12月7日）にも収録されている。

## あらすじ
本作は、アルコール中毒療養所の入所者である「ぼく」が、同じ施設に入所している「JP」という人物の身の上話を聞くという内容である。
JPは12歳の時に井戸に転落した際、父親に救出されるまでの間、井戸の底であらゆる恐怖におそわれた。
その際、彼は頭上を見上げた際、丸く切り取られた青空が目に飛び込んだ。普段とは違うこの光景は、救出された後も忘れられずにいた。

## エピソード
- カーヴァーは実際にアルコール中毒療養所に入っていたことがあり、本作品はそのときの経験をもとにしている。カーヴァーが入った療養所「ダフィーズ」はジャック・ロンドンのビューティー・ランチから直線距離で18キロほどのところにあったが[2]、この事実も物語に生かされている。なおボブ・エーデルマンの写真集『Carver Country: The World of Raymond Carver』（チャールズ・スクリブナーズ・サンズ、1990年9月7日）には、本作品の一節と共に「ダフィーズ」やトップ・ハットをかぶった煙突清掃人の写真が収められている[3]。

- 上記『海』1983年5月号に掲載された7編の短編が日本で最初に翻訳された作品であるが、村上春樹はその1年前に書いたコラム（『Sports Graphic Number』1982年7月20日号掲載）の中で本作品を紹介している。「カーバーの文章は一瞬たりとも立ちどまらず前へ前へと進んでいく。アルコール中毒で療養所に入っている主人公が同じ患者の青年と心を通いあわせあうという話だが、暗い題材のわりにパセティックに流れないところがいい」[4]

- 物語の終盤、語り手は次のように述べる。

村上の短編小説『アイロンのある風景』（『新潮』1999年9月号掲載）はこの一節の影響が見られる。該当箇所は次のとおり。「順子はいつものようにジャック・ロンドンの『たき火』のことを思った。アラスカ奥地の雪の中で、一人で旅をする男が火をおこそうとする話だ。火がつかなければ、彼は確実に凍死してしまう。日は暮れようとしている。彼女は小説なんてほとんど読んだことがない。でも高校一年生の夏休みに、読書感想文の課題として与えられたその短篇小説だけは、何度も何度も読んだ」